# Tye (Texas)
Tye es una ciudad ubicada en el condado de Taylor en el estado estadounidense de Texas. En el Censo de 2010 tenía una población de 1242 habitantes y una densidad poblacional de 100,93 personas por km².

## Geografía
Tye se encuentra ubicada en las coordenadas 32°27′8″N 99°52′00″O / 32.45222, -99.86667. Según la Oficina del Censo de los Estados Unidos, Tye tiene una superficie total de 12.31 km², de la cual 12.3 km² corresponden a tierra firme y (0%) 0 km² es agua.

## Demografía
Según el censo de 2010, había 1242 personas residiendo en Tye. La densidad de población era de 100,93 hab./km². De los 1242 habitantes, Tye estaba compuesto por el 83.33% blancos, el 3.14% eran afroamericanos, el 0.97% eran amerindios, el 0.64% eran asiáticos, el 0% eran isleños del Pacífico, el 8.45% eran de otras razas y el 3.46% pertenecían a dos o más razas. Del total de la población el 17.55% eran hispanos o latinos de cualquier raza.